# The Fuller Brush Girl
The Fuller Brush Girl is een Amerikaanse filmkomedie uit 1950 onder regie van Lloyd Bacon. Destijds werd de film in Nederland uitgebracht onder de titel Malle molen.

## Verhaal
Sally Elliot heeft een baan als verkoopster van cosmetische producten. Als een van haar klanten wordt vermoord, wordt zij als verdachte gezien. Haar verloofde Humphrey Briggs is intussen het slachtoffer van een smokkelplan. Het stel gaat samen op zoek naar de echte moordenaar.

## Rolverdeling
| Acteur           | Personage          |
| ---------------- | ------------------ |
| Lucille Ball     | Sally Elliot       |
| Eddie Albert     | Humphrey Briggs    |
| Carl Benton Reid | Mijnheer Christy   |
| Gale Robbins     | Ruby Rawlings      |
| Jeff Donnell     | Jane Bixby         |
| Jerome Cowan     | Harvey Simpson     |
| John Litel       | Mijnheer Watkins   |
| Fred Graham      | Rocky Mitchell     |
| Lee Patrick      | Claire Simpson     |
| Arthur Space     | Inspecteur Rodgers |